# Glomera retusa
Glomera retusa är en orkidéart som beskrevs av Johannes Jacobus Smith 1910. Glomera retusa ingår i släktet Glomera, vilken ingår i familjen orkidéer, och växer på Nya Guinea. Inga underarter finns listade i Catalogue of Life.